# Leptoneta minos
Espèce
Synonymes
- Leptoneta infuscata corberensis Fage, 1913

Leptoneta minos est une espèce d'araignées aranéomorphes de la famille des Leptonetidae.

## Distribution
Cette espèce se rencontre en France en Occitanie et en Espagne en Catalogne,. En France, elle a été observée dans l'Est de l'Ariège, dans les Pyrénées-Orientales, dans l'Aude et en Hérault dans le Sud de la Montagne noire.

## Description
Le mâle syntype mesure 2,5 mm et la femelle syntype 2,5 mm
Leptoneta minos mesure de 1,9 à 2,1 mm.

## Systématique et taxinomie
Cette espèce a été décrite par Simon en 1882. Elle est considérée comme une sous-espèce de Leptoneta infuscata par Fage en 1913. Elle est placée en synonymie avec Leptoneta infuscata par Ribera en 1988. Elle est relevée de synonymie par Déjean en 2022.
Leptoneta infuscata corberensis a été placée en synonymie par Déjean en 2022.

## Publication originale
- Simon, 1882 : « Études Arachnologiques. 13e Mémoire. XX. Descriptions d'espèces et de genres nouveaux de la famille des Dysderidae. » Annales de la Société Entomologique de France, sér. 6, vol. 2, p. 201-240 (texte intégral).